# درويت (مقاطعة دالاهو)
درويت (بالفارسية: درویت) هي قرية تقع في كرمانشاه في إيران. يقدر عدد سكانها بـ 235 نسمة بحسب إحصاء 2016.